# Załuchów
Załuchów (ukr. Залухів) – wieś na Ukrainie w rejonie kowelskim, w obwodzie wołyńskim. W II Rzeczypospolitej miejscowość wchodziła w skład gminy wiejskiej Lelików w powiecie kobryńskim województwa poleskiego.
W 1837 roku w Załuchowie urodził się Bronisław Abramowicz – polski malarz.
Do 2020 w rejonie ratnieńskim.